# Santa Baby (álbum)
Santa Baby  es el noveno álbum de estudio y el primer álbum navideño de la cantante y compositora estadounidense Alicia Keys. Se lanzó a través de Alicia Keys Records el 4 de noviembre de 2022, exclusivamente en Apple Music. Consta de once pistas, con cuatro canciones originales y siete versiones de los estándares navideños. El sencillo principal del álbum «December Back 2 June» se lanzó el 28 de octubre de 2022.

## Composición
Santa Baby es el primer álbum navideño de Keys y el primer proyecto lanzado a través de su sello independiente desde que terminó su contrato con RCA Records. El álbum consta de once pistas, reelaboradas por la propia cantante, incluidas cuatro composiciones originales: «December Back 2 June», «You Don't Have to Be Alone», «Old Memories on Christmas» y «Not Even the King», que se incluyó originalmente en su álbum Girl on Fire de 2012. Musicalmente, el álbum presenta canciones navideñas con influencia soul y R&B. Keys explicó el significado del álbum y la producción con el equipo de Alicia Keys Records: «El álbum que acabo de lanzar para las fiestas, es mi primer lanzamiento con mi propio sello y se siente realmente emocionante. También me siento muy determinada, enfocada y realmente ser mi propia jefe y crear las oportunidades que quiero, pero también pensando en cómo sucede eso con otros artistas, con otras mujeres [...] Estoy muy, muy emocionada con mi sello Alicia Keys Records».

## Promoción
El 28 de octubre de 2022, publicó el primer sencillo del álbum, «December Back 2 June». Para promocionar el álbum, apareció en The Late Show with Stephen Colbert el 8 de diciembre de 2022. El 21 de diciembre de 2022, actuó en Apple Music Live: Alicia Keys en el United Palace Theatre de Broadway  junto a Jon Batiste y Jvke.

## Recepción crítica
El álbum recibió críticas generalmente positivas de los críticos musicales, quienes apreciaron que la producción y los arreglos de las canciones coinciden con las habilidades vocales de la cantante. En su reseña para Vibe, Mya Abraham escribió que Santa Baby «combina la comodidad de la tradición con una producción moderna y elevada, lo que permite a los oyentes disfrutar de lo que ellos definan que son las fiestas». Ed Mazza de HuffPost sintió que Keys «muestra sus habilidades para escribir canciones» con sus composiciones originales. Jon Pareles, dio su reseña del álbum para The New York Times, donde describió la voz de Keys como «alta, entrecortada y juguetona, y se permite mostrar rasguños e imperfecciones», yuxtapuestos con una producción compuesta por «arreglos elaborados» inspirados en el soul, el góspel y el jazz. También Pareles comentó que se trata de once «canciones mayoritariamente profanas», en las que los cuatro temas escritos por la artista «tratan de añoranza y cariño; [...] A lo largo del disco invita a los seres queridos a acercarse».
Columbia Daily Tribune otorgó al álbum cinco de cinco estrellas, describiendo a Santa Baby como «elegante, sustancial y sexy», en el que hay un «piano brillante y ritmos que avanzan [para] enmarcar la voz de Keys». Madison Vain y Bria McNeal revisando el álbum para la lista de los mejores álbumes navideños de Esquire, calificó la voz de Keys en las pistas del álbum como «angelical». Chuck Arnolds del New York Post clasificó el proyecto en el cuarto lugar de su lista de los 12 mejores álbumes navideños de 2022.

## Rendimiento comercial
En el Reino Unido, Santa Baby ingresó a la lista de álbumes digitales del Reino Unido alcanzando el número 24. En Estados Unidos, el álbum debutó en el número 148 en el Billboard 200 y en el número 19 en la lista Top Holiday Albums.

## Lista de canciones
| Santa Baby |                                                           |                                                                         |                                           |          |  |
| N.º        | Título                                                    | Escritor(es)                                                            | Productor(es)                             | Duración |  |
| 1.         | «Santa Baby»                                              | Joan Javits, Philip Springer y Tony Springer                            | Alicia Keys                               | 3:53     |  |
| 2.         | «Christmas Time Is Here»                                  | Vince Guaraldi y Lee Mendelson                                          | Keys                                      | 3:26     |  |
| 3.         | «My Favorite Things»                                      | Richard Rodgers y Oscar Hammerstein II                                  | Tommy Parker y Joshua "YNG Josh" Comerly* | 3:54     |  |
| 4.         | «December Back 2 June»                                    | Alicia Keys, Thomas Lumpkins, Taylor Monét, Em Walcott y Joshua Conerly | Keys                                      | 2:43     |  |
| 5.         | «Please Come Home for Christmas»                          | Charles Brown y Gene Redd                                               | Keys                                      | 3:17     |  |
| 6.         | «Happy Xmas (War is Over)»                                | John Lennon y Yoko Ono                                                  | Keys                                      | 4:05     |  |
| 7.         | «You Don't Have to Be Alone»                              | Keys y Natalie Hemby                                                    | Keys                                      | 2:19     |  |
| 8.         | «The Christmas Song (Chestnuts Roasting on an Open Fire)» | Robert Wells y Mel Tormé                                                | Keys                                      | 2:47     |  |
| 9.         | «Old Memories on Christmas»                               | Keys y Hemby                                                            | Keys                                      | 2:59     |  |
| 10.        | «Not Even the King»                                       | Keys y Emeli Sandé                                                      | Keys                                      | 3:00     |  |
| 11.        | «Ave Maria»                                               | Franz Schubert y Walter Scott                                           | Keys                                      | 3:46     |  |
| 36:09      |                                                           |                                                                         |                                           |          |  |

Notas
- (*) significa coproductor

## Posicionamiento en listas
| Listas (2022)                       | Mejor posición |
| ----------------------------------- | -------------- |
| Estados Unidos (Billboard 200)      | 148            |
| Estados Unidos (Independent Albums) | 7              |
| Estados Unidos (Top Holiday Albums) | 19             |
| Reino Unido Downloads (OCC)         | 24             |

## Historial de lanzamiento
| País   | Fecha                  | Formato                         | Discográfica        | Ref    |
| ------ | ---------------------- | ------------------------------- | ------------------- | ------ |
| Varios | 4 de noviembre de 2022 | CD, Descarga digital, streaming | Alicia Keys Records | [ 26 ] |